# 拉贝利耶尔
拉贝利耶尔（法語：Laberlière，法語發音：[labɛʁljɛʁ]）是法国瓦兹省的一个市镇，属于贡比涅区。

## 地理
拉贝利耶尔（49°34'42"N, 2°45'43"E）面积3.49 平方千米，位于法国上法蘭西大區瓦兹省，该省份为法国北部内陆省份，北起索姆省，西接厄尔省和滨海塞纳省，南至塞纳-马恩省和瓦兹河谷省，东临埃纳省。
与拉贝利耶尔接壤的市镇（或旧市镇、城区）包括：比耶尔蒙、里克堡、马河畔鲁瓦。

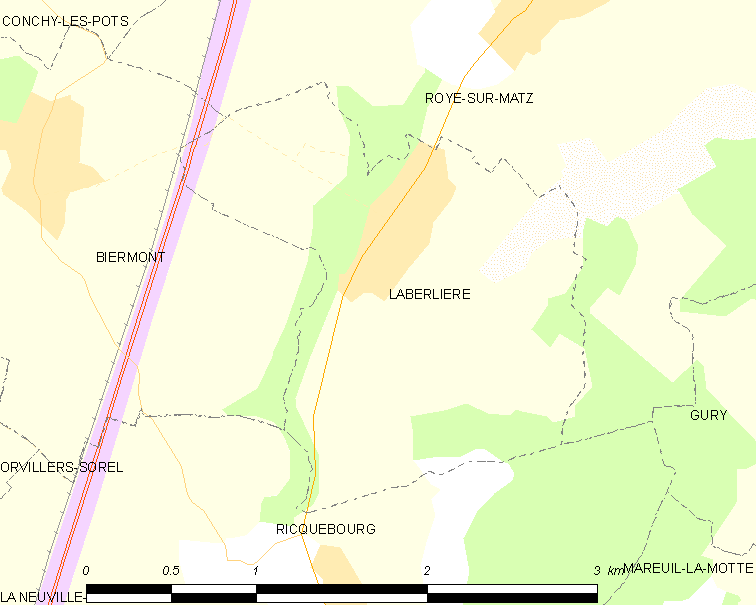
拉贝利耶尔的OSM定位图

拉贝利耶尔的时区为UTC+01:00、UTC+02:00（夏令时）。

## 行政
拉贝利耶尔的邮政编码为60310，INSEE市镇编码为60329。

## 政治
拉贝利耶尔所属的省级选区为图罗特县。

## 人口

1962-2008年间拉贝利耶尔人口变化图示

拉贝利耶尔于2022年1月1日时的人口数量为200人。